# 개혁파 정통주의
개혁파 정통주의(Reformed orthodoxy, Calvinist orthodoxy) 또는 칼뱅주의 정통주의는 16~18세기 칼뱅주의의 역사이다. 칼빈주의 정통주의는 종교개혁 이후 루터교와 트렌트 로마 가톨릭교회와 비슷한 시대기에 평행을 이루었다.
칼빈주의 스콜라주의 또는 개혁주의 스콜라주의도 칼빈주의 정통주의 시대에 점차 발전한 신학 방법이었다.
신학자들은 저술과 강의에서 이미 학계에서 널리 알려진 신 아리스토텔레스식 표현 방식을 사용했다. 그들은 개혁주의 신앙을 정의하고 반대파의 논쟁에 맞서 이를 옹호했다. 개혁파는 종종 로마 가톨릭 반대자들과 그들의 신학 내용을 조롱하는 용어로 "스콜라주의자"를 사용했지만, 이 기간 동안 대부분의 개혁파 신학자들은 다른 방법도 사용했지만 신학 방법과 관련하여 스콜라주의자라고 적절하게 부를 수 있습니다. J. V. 페스코는 이러한 의미에서 스콜라주의를 "성경 주석, 교리가 교회 역사에서 역사적으로 어떻게 정의되었는지, 그리고 현대의 논쟁에서 교리가 어떻게 설명되는지에 대한 검토를 통해 신학적 정확성을 달성하기 위해 출발하는 신학 방법"이라고 설명한다.

## 참고자료
- van Asselt, Willem J.; Pleizier, T. Theo J.; Rouwendal, Pieter L.; Wisse, Maarten (2011). 《Inleiding in de Gereformeerde Scholastiek》 [Introduction to Reformed Scholasticism] (네덜란드어). Translated by Albert Gootjes. Grand Rapids, Michigan: Reformation Heritage Books. ISBN 978-1-60178-121-5.
- Benedict, Philip (2002). 《Christ's Churches Purely Reformed: A Social History of Calvinism》. New Haven: Yale University Press. ISBN 978-0300105070.
- Fesko, J.V. (June–July 2000). “An Introduction to Reformed Scholasticism” (PDF). 《The Counsel of Chalcedon》.
- Steinmetz, David C. (2006). 〈The Scholastic Calvin〉.   Trueman, Carl R.; Clark, R. Scott. 《Protestant Scholasticism: Essays in Reassessment》. Eugene, OR: Wipf and Stock. ISBN 978-0853648536.
- Wenger, Thomas L. (June 2007). “The New Perspective on Calvin: Responding to Recent Calvin Interpretations”. 《Journal of the Evangelical Theological Society》 50 (2): 311–328. ISSN 0360-8808.

## 참고문헌
- van Asselt, Willem J.; Dekker, Eef (2001). 《Reformation and Scholasticism: An Ecumenical Enterprise》. Baker Academic. ISBN 978-0801022425.
- Muller, Richard A (2003). 《After Calvin: Studies in the Development of a Theological Tradition》. Oxford University Press. ISBN 978-0195157017.
- Muller, Richard A (2003). 《Post-Reformation Reformed Dogmatics, Volume 1, Prolegomena to Theology》. Baker.
- Selderhuis, Herman J., ed. (2013). A Companion to Reformed Orthodoxy. Leiden: Brill.